# پریمیک
پریمیک (انگلیسی: Premake) یک ابزار توسعه نرم‌افزار متن‌باز برای خودکارسازی بیلد از کد منبع است.